# Surdal
Surdal är en bebyggelse på norra Tjörn i Klövedals socken i Tjörns kommun. Från 2015 avgränsar SCB här en småort.